# Éloge des femmes mûres
Éloge des femmes mûres, sous-titré Les Souvenirs amoureux d'Andras Vájda, (titre original : In Praise Of Older Women) est un roman autobiographique écrit en anglais par l'auteur hongrois Stephen Vizinczey en 1965. D'abord édité à compte d'auteur au Canada, l'ouvrage y rencontre un vif succès. Traduit en français seulement en 2001, y est alors devenu un « best-seller. »
Il raconte la découverte de l'amour par un jeune Hongrois, que l'Histoire a d'abord malmené, découverte qu'il effectue le plus souvent en compagnie de femmes plus âgées que lui.

## Résumé
1962, Ann Harbour, Michigan, États-Unis. Le professeur à l'université de philosophie Andras Vájda relate sa jeunesse et notamment sa découverte de la sexualité et son attirance pour les femmes plus âgées, « mûres et pleines d'expérience ».
Il fait remonter sa découverte de la sexualité à l'enfance. En 1935, son père, partisan de l'amiral Horthy, est assassiné par les nazis hongrois. De fait, dès ses deux ans, il se trouve seul garçon au milieu de la maison budapestoise de sa mère, fréquentée exclusivement par ses amies, dont les formes réveillent déjà chez cet enfant une forte attirance. Éduqué chez les pères franciscains, il fait toutefois sienne la croyance du sacré, ce qui le guidera plus tard sur la voie d'une vie raisonnée.
La Seconde Guerre mondiale se termine pour lui alors qu'il a douze ans, emportés avec un flot de réfugiés fuyant les Russes recueilli par les Américains des troupes d'Occupation de Salzbourg. Il se fait vite apprécier par les GI's, et devient rapidement pour eux un entremetteur de choix. Il a donc à cette occasion tout loisir de s'interroger sur les motivations des soldats qui demandent ce genre de relation, mais également des femmes qui doivent y avoir recours. Après un premier amour à la française avec une des femmes dont il est, en quelque sorte, le souteneur, et la froideur professionnelle de Fräulein Mozart, il en conclut que l'amour marchandé n'est pas ce qu'il recherche.
Bien que le colonel directeur du camp ait émis le souhait de ramener Andras à Chicago avec lui, l'adolescent décide de retourner à Budapest où vit sa mère. Il découvre alors la vie étudiante, et subit les adolescentes, dont il ne comprendra jamais ni le fonctionnement ni l'intérêt que l'on peut y porter. Trop superficielles, trop candides et inexpérimentées, ses relations avec les gens de son âge lui laissent systématiquement un goût de regret.
C'est finalement avec Maya Horvath, la voisine de palier, qu'Andras va connaître sa première expérience sexuelle. Très timide pendant longtemps, Andras se résout à franchir le pas en ressassant un passage du Rouge et le Noir, dans lequel Julien Sorel se promet de se suicider s'il n'arrive pas à se forcer à prendre la main de Madame de Rênal. Sa liaison leur apporte beaucoup de bonheur, mais Andras ne sait pas se satisfaire de ce qu'il a, et lorsqu'il parvient enfin à séduire Klári, sœur de Maya, il en retire des doutes sérieux quant au bien-fondé du libertinage.
Les conquêtes d'Andras se succèdent, mais certaines lui sont plus favorables que d'autres. Étant parvenu à séduire une artiste de renom, menant grand train, il peine à la suivre dans son appétit et son rythme de vie tout en continuant de suivre ses études à côté. Cette liaison se termine ainsi en le laissant complètement épuisé. D'autres, avortées, lui font se méfier fortement de la rencontre avec les vierges et de la masturbation, qu'il déconseille vivement quoique de façon détournée lorsqu'il donne ses cours de philosophie en 1962.
Fuyant la Hongrie après les événements de 1956, il part pour Rome, où il tente d'obtenir un poste universitaire avec ses titres d'études cum laude obtenus à l'université de Budapest. Il s'entiche en tout cas de Paola, journaliste italienne qui se dit frigide. Après beaucoup de patience et de persévérance, il parvient à lui montrer que sa frigidité n'était qu'un blocage psychologique, en l'initiant à la sodomie. Andras prend ainsi de plus en plus d'assurance, et sa situation de novice face à des femmes expertes est en passe d'évoluer.
Il profite de cette période faste, sous l'impulsion de Paola, pour entamer sa thèse de doctorat, La Théorie de la mauvaise foi chez Sartre, appliquée à l'ensemble de son œuvre philosophique. Pouvant enfin trouver un poste, mais à Toronto, il quitte l'Italie et Paola, et fait la connaissance du Nouveau Monde et de ses particularités concernant la sexualité (qui passe après l'argent, la télé, la bière, le hockey et la bouffe, lui confie son taxi d'origine autrichienne). Il entre à l'université de Toronto, y donne ses cours de philosophie, et obtient trois ans plus tard son doctorat. Après quelques nouvelles expériences, qui lui apprennent la satiété sexuelle, il poursuit sa route d'universitaire à l'université de la Saskatchewan et d'homme aimant les femmes.

## Un témoignage politique?
À plusieurs reprises dans le livre, l'auteur laisse le cours de l'Histoire prendre le pas sur la narration de la vie sexuelle d'Andras. Alors qu'Andras est engagé dans un amour impossible avec la compagne d'un de ses professeurs, il découvre également la réalité de son temps. Dans la Hongrie devenue communiste, tout est sujet à problème, et les cours qu'il suit, la fréquentation dudit professeur en font un objet de surveillance pour les Services de la Sûreté. Plus tard, lors d'un défilé du 7 novembre, il est témoin de l'arrestation d'un homme qui craque sous la pression du simulacre de liberté qu'on lui laisse en le forçant à prendre part au défilé et à porter le portrait de Mátyás Rákosi.
Par ailleurs, Vizinczey se fait également à plusieurs reprises le porte-parole de l'esprit hongrois. Il joue ce rôle notamment en glorifiant l'histoire du théâtre national de Budapest où il passe une soirée, avant qu'il ne soit détruit en 1965 par le régime Kádár, mis en place par pouvoir communiste, et remplacé par une station de métro. Il relate notamment les représentations de Bánk bán (en) durant la Révolution de 1848 contre l'Autriche. La "personnalité historique" des Hongrois, selon le mot de Lajos Kossuth, se forge autour de ce type d’événements.
Tout un chapitre est consacré à l'implication d'Andras dans l'insurrection de Budapest en 1956. Son tout petit rôle, il le justifie et le rattache à l'Histoire de l'Esprit hongrois. Il le fait ainsi remonter à Petőfi, auteur du poème qui devint le mot d'ordre de la Révolution de 1848, et même à la Bataille de Mohács de 1526. Bien qu'il s'agisse là d'une défaite hongroise face aux Ottomans de Soliman le Magnifique, le fait que l'Empire ait pu par la suite disparaître et que la nation hongroise, "nation millénaire", subsiste, forge l'identité nationale, sa fermeté et sa résolution face à une occupation étrangère. Cet esprit est également incarné par Nikola Šubić Zrinski, noble hongrois qui, après avoir été assiégé en 1566 dans sa forteresse de Szigetvár, se lance dans une charge suicidaire et pénètre si profondément dans le campement du même Soliman le Magnifique que celui-ci, estomaqué d'une telle vigueur de la part d'un peuple soumis, en meurt vraisemblablement de rage peu après. Il évoque également les cloches de János Hunyadi, commémorant l’anéantissent des forces turques devant Nándorféhervár, arrêtant ainsi l'expansion ottoman aux dépens du Saint-Empire romain germanique. Il parle encore de la postérité des Hunyadi, dont le fils du précédent, Mátyás, choisi pour être couronné roi, et qui gouvernait parfois vêtu comme un paysan, ou György Dózsa, paysan révolté qui fut martyrisé par les aristocrates hongrois en 1514, ou encore le prince Rákóczi, meneur de la guerre de libération contre l'Autriche mais qui finit en exil après sa défaite, sur le mot selon lequel Dieu pouvait tout, sauf le faire citoyen autrichien.
L'auteur met ainsi sur un même pied la survie de l'esprit hongrois aux occupations successives des Tartares (1241), des Turcs (1526-1700), des Autrichiens (1711-1918) sous différentes formes et des Allemands (1944-1945).

## Adaptations cinématographiques
- 1978 : Les Femmes de 30 ans (In Praise of Older Women), film américain de George Kaczender[3] ;
- 1997 : Le Jeune Homme amoureux (En brazos de la mujer madura), film espagnol de Manuel Lombardero[3].